# ماريا ليندستروم
ماريا ليندستروم (بالسويدية: Maria Lindström)‏ مواليد 7 مارس 1963 في السويد، هي لاعبة كرة مضرب سويدية. أعلى تصنيف لها في الفردي كان 87. أعلى تصنيف لها في الزوجي كان 44. شاركت في دورة الألعاب الأولمبية الصيفية.

## روابط خارجية
- ماريا ليندستروم على موقع رابطة محترفات التنس (الإنجليزية)
- ماريا ليندستروم على موقع الاتحاد الدولي لكرة المضرب (الإنجليزية)
- ماريا ليندستروم على موقع كأس بيلي جين كينغ (الإنجليزية)
- ماريا ليندستروم على موقع خلاصة التنس.كوم (الإنجليزية)
- ماريا ليندستروم على موقع أوليمبيديا (الإنجليزية)
- ماريا ليندستروم على موقع اللجنة الأولمبية السويدية (السويدية)